# 1305 Pongola
1305 Pongola (1928 OC) là một tiểu hành tinh vành đai chính được phát hiện ngày 19 tháng 7 năm 1928 bởi Harry Edwin Wood ở Đài thiên văn Observatory.